# Église Notre-Dame-de-l'Assomption de Reillanne
Pour les articles homonymes, voir Église Notre-Dame.
L'église Notre-Dame-de-l'Assomption, placée sous l'invocation de saint Paul, est une église de style roman sur la place de la Libération, à Reillanne dans le département des Alpes-de-Haute-Provence en France.

## Histoire
L’église Notre-Dame-de-l'Assomption est placée sous le vocable de saint Pierre, est construite entre 1100 et 1150, puis reconstruite après 1558. 
L'église est inscrite au titre des monuments historiques par arrêté du 21 janvier 2019.

## Architecture
La nef, longue de trois travées, et voûtée d’ogives, date de la reconstruction. Assez exceptionnellement pour le département, elle est flanquée de deux bas-côtés, construits au XVIIe siècle. La travée de chœur est voûtée en berceau, et occupe toute la largeur du bâtiment (roman). Le chevet, intermédiaire entre le roman et le gothique (au XVIe siècle), est surmonté d’une voûte en cul-de-four divisée en six branches rayonnantes ; il possède une abside et une absidiole au sud, celle du nord a été détruite. Son portail occidental est surmonté d’un fronton arrondi, orné de feuillages, et encadré de pot-à-feux, qui est le seul élément Renaissance de l’église. Les vitraux du chœur datent du début du XXe siècle.

## Le clocher